# 다이하이드록시아세톤 인산
다이하이드록시아세톤 인산(영어: dihydroxyacetone phosphate)은 다이하이드록시아세톤의 인산 에스터(에스테르)로 화학식이 HOCH2C(O)CH2OPO32-인 음이온이고, 줄여서 DHAP라고도 한다. 다이하이드록시아세톤 인산은 식물의 캘빈 회로 및 해당과정을 포함한 많은 대사 경로에 관계된다.

## 해당과정에서
|  |

다이하이드록시아세톤 인산은 해당과정의 중간생성물이며, 글리세르알데하이드 3-인산과 함께 과당 1,6-이중인산의 분해 산물이다.
|  |

다이하이드록시아세톤 인산은 글리세롤알데하이드 3-인산으로 신속하고 가역적으로 이성질화된다.

## 다른 대사 경로에서
캘빈 회로에서 다이하이드록시아세톤 인산은 NADPH에 의한 1,3-비스포스포글리세르산의 환원된 생성물들 중 하나이다. 다이하이드록시아세톤 인산은 캘빈 회로의 핵심 탄수화물인 리불로스 5-인산을 재생성하는데 사용되는 세도헵툴로스 1,7-이중인산과 과당 1,6-이중인산의 합성에 사용된다.
또한 다이하이드록시아세톤 인산은 글리세롤(트라이글리세라이드로부터 공급되는)의 해당과정 경로로 진입 부분인 글리세롤 3-인산의 탈수소반응 생성물이다. 반대로 해당과정에서 유래된 다이하이드록시아세톤 인산의 글리세롤 3-인산으로의 환원은 새로운 트라이글리세라이드를 합성하는데 필요한 활성화된 글리세롤 골격을 지방세포에 공급한다. 두 반응 모두 NAD+/NADH를 보조 인자로 하는 글리세롤 3-인산 탈수소효소에 의해 촉매된다.
또한 다이하이드록시아세톤 인산은 원생동물 기생충인 Leishmania mexicana 의 에테르 지질 생합성 과정에서 역할을 한다.

## 같이 보기
- 다이하이드록시아세톤
- 글리세롤 3-인산 셔틀